# Antoine Charmet
Antoine Charmet (* 26. Dezember 1912 in Saint-Martin-la-Plaine; † 2. April 1945 im Konzentrationslager Buchenwald) war ein katholischer französischer Geistlicher. Er kam 1945 kurz vor Kriegsende im KZ Buchenwald ums Leben.

## Biografie
Antoine Charmet entstammte einer Familie von christlichen Landwirten. Nach Ableistung seines Wehrdienstes in Algerien von 1927 bis 1929 und Abschluss seines Studiums am Priesterseminar von Lyon wurde er 1932 zum Priester geweiht. Am Seminar von Montbrison lehrte er Französisch, Latein und Griechisch. Als 1939 der Krieg ausbrach, wurde er als Soldat eingezogen und bis zum Stabsunteroffizier befördert. Am 21. Juni 1940 geriet sein Bataillon in Kriegsgefangenschaft. Als Kriegsgefangener erhielt er die Nummer 34 676.
Nach einem kurzen Aufenthalt in Neu-Breisach wurde Charmet in das Stammlager VI G nach Bonn-Duisdorf verlegt. Dort wurde er zunächst im Paketdienst der Post eingesetzt. Im Mai 1941 wurde er als Krankenpfleger und Seelsorger dem Kommando 211 in Köln-Ehrenfeld zugeteilt. Seiner Familie berichtete Charmet, dass er dort sonntags Messen abhalte, zu Weihnachten 1941 zudem eine Mitternachtsmesse bei Kerzenlicht und Akkordeonmusik. Das dortige Lager wurde am 31. Mai 1942 bei einem Bombenangriff zerstört, dabei verlor Charmet seine gesamte persönliche Habe, die ihm noch verblieben war, darunter alle seine Bücher.

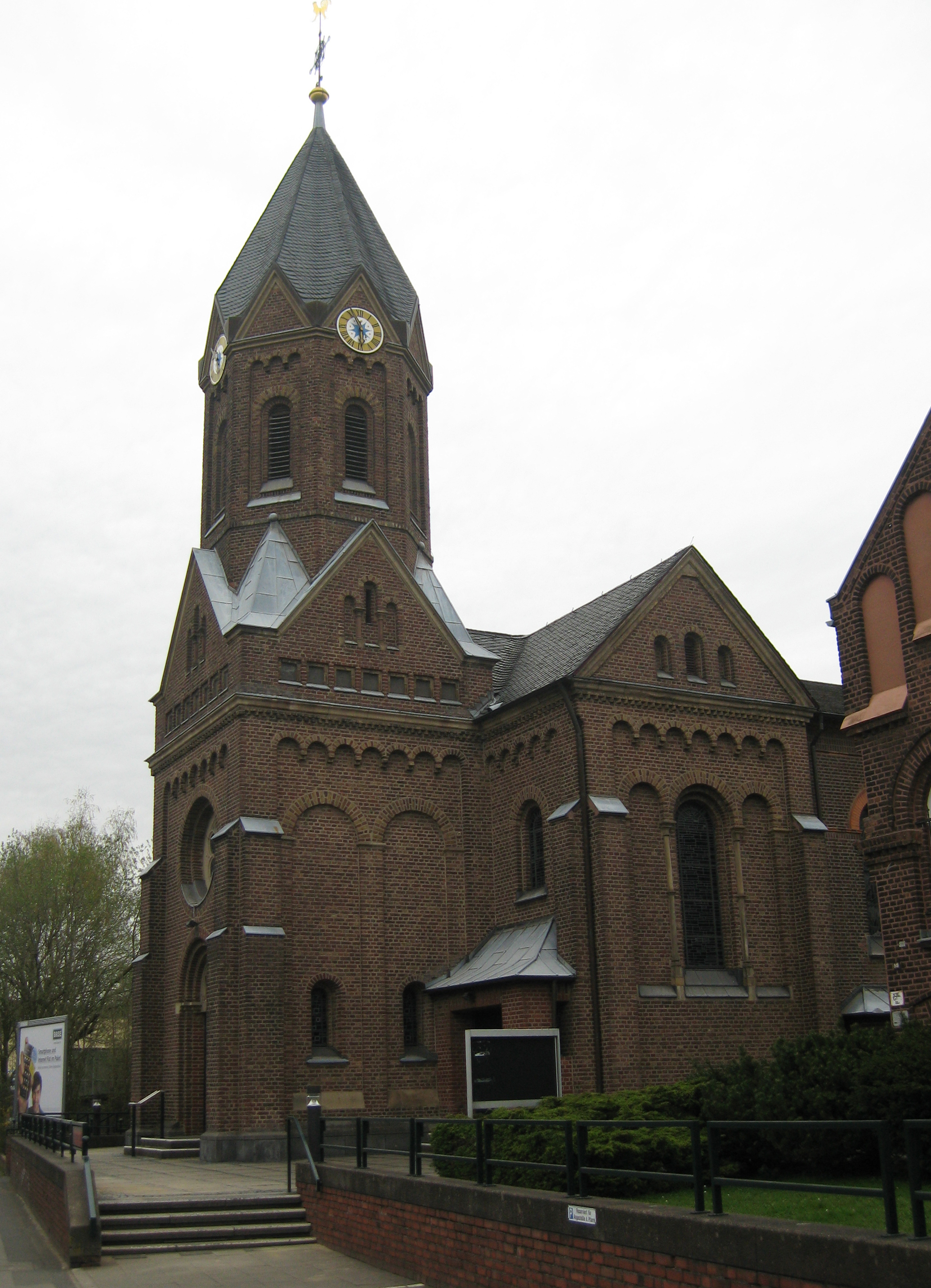
In der Kirche St. Cornelius in Rath/Heumar hielt Antoine Charmet 1943/44 Messen.

Charmet wurde zurück in das Lager in Duisdorf transportiert. Dort kam er in Kontakt mit anderen katholischen Seelsorgern, und es wurde der Aufbau einer Action catholique beschlossen, in der er sich allerdings nicht aktiv engagiert haben soll. Aber er folgte deren Agenda, Studienkreise zu religiösen und gesellschaftlichen Fragen und Messen in deutschen Kirchen abzuhalten sowie kranke Arbeiter zu besuchen. Nach dem Aufenthalt in einem Lager in der Kölner Innenstadt, das am 31. Juli 1943 ebenfalls durch Bomben zerstört wurde, wurden die Kriegsgefangenen, darunter Charmet, an den Stadtrand von Köln, nach Rath/Heumar, verlegt. Dort bekam er die Möglichkeit, wochentags in der Kirche St. Cornelius Messen abzuhalten. Später notierte Pfarrer Leuken in der Chronik zum Jahr 1943: „Ein Wagnis, das gefährlich werden konnte, war es, daß ein französischer Priester (Dioz. Lyon) täglich vom Juli 1943 bis 30. April 1944 in der Kirche die hl. Messe las und dafür das Stipendium erhielt (beides streng verboten)“. Für diese nachträgliche Darstellung gibt es allerdings keinen anderweitigen Beleg. Als Seelsorger setzte sich Charmet, der im Übrigen nicht von seiner kräftezehrenden Arbeit freigestellt war, nicht nur für die Kriegsgefangenen, sondern auch für die Zwangsarbeiter ein. Damit verstieß er gegen die strikte Trennung der beiden Gruppen. Im April 1944 erfolgte eine erneute Verlegung innerhalb Kölns, wohin genau, ist nicht bekannt. Seine Familie versuchte zu dieser Zeit, Charmet zurückzuholen, da er Teil des Service du santé sei. Er lehnte dies aber ab, weil er weiterhin seine Aufgaben im Kriegsgefangenenlager wahrnehmen wollte.
Am 3. Dezember 1943 erließ das Reichssicherheitshauptamt das Dekret „Tätigkeit der französischen katholischen Aktion unter den französischen Zivilarbeitern im Reich“, unterzeichnet von Ernst Kaltenbrunner. Es seien mehrere Hundert französische Geistliche und Priesterseminaristen nach Deutschland gekommen, die ihren eigentlichen Beruf verschwiegen hätten und „religiös getarnte Zersetzungsarbeit“ in den Lagern der französischen Zwangsarbeiter betreiben würden, „wobei sie oft von deutschen katholischen Geistlichen in ihren illegalen Bestrebungen tatkräftig unterstützt wurden“. In der Tat hatte die französische katholische Kirche Priester als Zwangsarbeiter nach Deutschland eingeschleust, um die seelsorgerische Betreuung ihrer Landsleute sicherzustellen, die ihr von der deutschen Regierung untersagt worden war. Gemäß Dekret sollten diese enttarnt werden und im schlimmsten Falle in Konzentrationslager deportiert werden.
Im Juli 1944 wurde Charmet wegen „Spionage“ inhaftiert und in das Gestapogefängnis nach Brauweiler gebracht. Wie andere Mitglieder der Action catholique später berichteten, waren dort schwere Misshandlungen der Gefangenen an der Tagesordnung. Am 16. September 1944 ging ein Transport mit 1000 Gefangenen, darunter Charmet und 46 weitere französische Priester, über das Messelager Köln nach Buchenwald. Vom dortigen Außenlager in Langensalza wurde er in der Flugzeugproduktion der Junkers-Werke eingesetzt. Mitte Januar 1945 musste er jedoch völlig entkräftet in das Krankenlager in Buchenwald gebracht werden, aber er erholte sich nicht mehr. Schließlich bekam er eine Herzentzündung und dehydrierte durch permanenten Durchfall. Am 2. April, rund anderthalb Wochen vor der Ankunft von US-amerikanischen Truppen in Buchenwald, starb Antoine Charmet.

## Ehrung
1950 wurde Antoine Charmet posthum mit dem Croix de guerre ausgezeichnet.